# Црква Светог Николе у Црепуљи
Црква Светог Николе у Црепуљи, селу у Ибарском Колашину на Косову и Метохији, има статус споменика културе Републике Србије. Више пута је обнављана а живописана је 1713. године.
Село Црепуља се налази на обронцима Мокре Горе, на територији општине Зубин Поток. Црква посвећена Светом Николи је подигнута као једнобродна црква, засведена је полуобличастим сводом и покривена кровом од камених плоча. Зидана је каменом, сигом и малтером. Живописана је руком "зографа Аданасија диакона" који се потписао у ниши ђаконикона, док су данас сачувани само фрагменти живописа. Обнова и украшавање цркве изведени су прилозима сељака-ктитора, како нас обавештава фреско-натпис у проскомидији храма.